# Чжун Наньшань
Чжун Наньшань (спрощ.: 钟南山; кит. трад.: 鍾南山, 20 жовтня 1936) — китайський лікар-пульмонолог, почесний член низки наукових товариств. Він був президентом Китайської медичної асоціації та головним редактором журналу «Journal of Thoracic Disease». Він нагороджений Орденом республіки, найвищою нагородою Китаю.
Чжун Наньшань отримав міжнародну популярність під час боротьби зі спалахом SARS, і був відомий тим, що спростував офіційну лінію, яка применшувала серйозність епідемії. У 2010 році він був визнаний одним із 10 найкращих учених Китаю.
Під час пандемії COVID-19, яка розпочалась в Ухані, Чжун Наньшань був провідним радником у розробці заходів з боротьби з поширенням хвороби, пропонуючи засновані на доказах заходи контролю для стримування епідемії, та ділячись успішним планом лікування з міжнародною спільнотою. Журнал «Тайм» назвав його одним із 100 найвпливовіших людей світу у 2020 році.

## Ранні роки й освіта
Чжун народився 20 жовтня 1936 року в центральній лікарні в Нанкіні, й оскільки лікарня розташована на південь від району Чжуншань у Нанкіні, його батьки назвали сина «Наньшань» відповідно до місця його народження, хоча його родина походила з провінції Фуцзянь. Він навчався в Пекінському медичному університеті, де закінчив ординатуру з внутрішньої медицини. Після закінчення університету в 1960 році Чжун Наньшань мав небагато можливостей працювати за фахом. Протягом тривалого часу він викладав медицину, працював робітником і редагував шкільну газету, поки його не перевели назад до афілійованої лікарні медичного коледжу Гуанчжоу в 1971 році. Чжун закінчив подальше навчання в лікарні Святого Варфоломія в Лондоні та медичній школі Единбурзького університету між 1979 і 1981 роками, закінчивши медичну школу Единбурзького університету зі ступенем доктора медицини в 1981 році.

## Кар'єра
У 1984 році Чжун Наньшань був удостоєний звання одного з перших експертів національного рівня з видатним внеском. У 1985 році він працював аспірантом. У 1995 році він став керівником докторської дисертації. У травні 1996 року Чжун Наньшань був обраний академіком Китайської інженерної академії. У 2000 році Чжун став президентом Китайського торакального товариства, а в 2005 році став президентом Китайської медичної асоціації. Станом на 2023 рік він є директором Гуанчжоуського інституту респіраторних захворювань і головним редактором «Journal of Thoracic Disease». Чжун виявив зв'язок між білковою недостатністю харчування та хронічним обструктивним захворюванням легень, і розробив відкалібровану формулу споживання енергії для хворих із ХОЗЛ.

### Спалах SARS
Коли Чжун керував Гуанчжоуським інститутом респіраторних захворювань, було зареєстровано другий випадок захворювання на SARS ще 20 грудня 2002 року. Протягом наступного місяця було зареєстровано 28 подібних випадків лише в Чжуншані, а 21 січня 2003 року Чжун та інші лікарі і науковці в суміжних галузях повідомили про цю хворобу на екстреній нараді та дали їй назву атипова пневмонія. 28 січня 2003 року Чжун відчув погіршення свого стану, і він виявив, що захворів пневмонією. Стурбований тим, що новина про те, що провідний дослідник і лікар із респіраторних захворювань захворів під час спалаху SARS, викличе страх і паніку в широкої громадськості, Чжун вирішив не проходити лікування в стаціонарі. Натомість він повернувся додому, сподіваючись, що хвороба не спричинена SARS, і що він зможе одужати без лікування. Завдяки догляду дружини Лі Шаофен йому вдалося одужати через 8 днів. Після одужання він негайно повернувся до Гуанчжоуського інституту респіраторних захворювань, щоб керувати боротьбою з SARS. 11 лютого 2003 року на прес-конференції, проведеній департаментом охорони здоров'я Гуандуну, Чжун описав хворобу та її симптоми, та заспокоїв громадськість, стверджуючи, що її можна «попередити» та «вилікувати».
Чжун вперше під час лікування хворих на SARS застосував неінвазивні методи вентиляції, які збільшили кількість кисню, який могли отримати хворі, і полегшили їх біль. Чжун також наполягав на тому, щоб запропонувати використання кортизону для лікування пацієнтів у важкому стані, що значно знизило рівень смертності важких пацієнтів до 13 %, і скоротило загальний час лікування.
Рішення використовувати кортизон було політично суперечливим у той час. У лютому 2003 року Китайський центр контролю та профілактики захворювань уже опублікував авторитетну точку зору про те, що звичайний хламідіоз є безпосередньою причиною атипової пневмонії, і, як наслідок, єдиним законодавчо встановленим способом лікування хворих з атиповою пневмонією було використання антибіотиків. Ґрунтуючись на спостереженнях за сотнями пацієнтів у провінції Гуандун, Чжун вирішив виступати за помірне використання кортизону. Пізніше в інтерв'ю Чжун сказав, що знав, що це може принести йому ганьбу та сором, але він наполягав, оскільки довіряв своїм спостереженням і науковим висновкам щодо хвороби. Завдяки підтримці уряду Гуандуну та позитивним результатам в лікуванні SARS у Гуандуні метод Чжуна пізніше був використаний як стандартний протокол для лікування всіх хворих на SARS у Китаї. Коли делегати із Всесвітньої організації охорони здоров'я на чолі з доктором Евансом відвідали Китай на початку квітня, Чжун представив науковий опис SARS, а також методи лікування та профілактики в Китаї. Презентація Чжуна була добре сприйнята, а його методи були прийняті в усьому світі.

### COVID-19
На початку січня 2020 року Чжун Наньшань відвідав Ухань у зв'язку зі зростаючою кількістю випадків пневмонії з неідентифікованою на той час причиною виникненняв, і міські чиновники охорони здоров'я запевнили, що хворобу можна контролювати та їй можна запобігти. Однак 20 січня він повернувся до Уханя, щоб повторно оцінити ситуацію, і дійшов висновку, що новий коронавірус є більш заразним, ніж вважалось раніше, і попередив Центральний комітет Комуністичної партії Китаю, що влада в Ухань, ймовірно, недооцінювала серйозність спалаху і того ж дня публічно оголосив про це на державному телебаченні. Пізніше в репортажі свого державного телебачення він рекомендував, що «період карантину від 10 днів до двох тижнів є дуже ефективним, тому не буде широкомасштабного зараження, коли люди повертаються з відпустки», але також завершив прогнозом, що «спалах вірусу може відступити за тиждень до 10 днів».
Чжун склав протокол діагностики та лікування коронавірусної хвороби та зробив великий внесок у запобігання та контроль епідемії, лікування важких випадків та дослідження COVID-19. У серпні 2020 року він отримав від китайського лідера Сі Цзіньпіна Орден республіки, найвищу державну відзнаку, за видатний внесок у боротьбу з епідемією COVID-19.
12 грудня 2020 року афілійована середня школа Південно-Китайського педагогічного університету відзначила свою 132-у річницю, бронзову статую Чжун Наньшаня було відкрито ним самим.
Під час пандемії Чжун публічно пропагував використання суперечливої капсули з традиційної китайської медицини «Ляньхуа Цінвень» для лікування коронавірусної хвороби. Хоча пізніше він заперечував будь-які комерційні зв'язки з фармацевтичною компанією, яка постачає препарат, 4 травня 2021 року стаття у «Retraction Watch» показала, що Чжун та його колеги були фінансово пов'язані з компанією «Yiling Pharmaceutical», яка постачає цей препарат.

## Відзнаки

### Нагороди та премії
- 2020: Орден Республіки[18]
- 2016: Премія Гуанхуа за досягнення в інженерній і технічній галузях[19]
- Національна премія за досягнення в науці і техніці, Китай (1997)
- Національна рольова модель праці (2005)
- Нагороди WAO за видатне визнання (2007)[20]

### Публікація року
- «The Lancet»; 2008: Редакційна колегія високо оцінила Чжуна та його команду, оскільки вони «пояснили, що карбоцистеїн може запобігти погіршенню перебігу хронічної обструктивної хвороби легень і може покращити життя за доступну ціну, що має велике значення для країн, що розвиваються». (Примітка: Редакційна колегія вибрала 6ь робіт для голосування читачів і оголосила 2 переможців, одного вибраного редакційною колегією та одного з найбільшою кількістю голосів читачів. Стаття Чжуна отримала найбільшу кількість голосів.)[21][22]

### Професійні звання
- 1989: Член Американського коледжу торакальних лікарів
- 1993: член Європейського респіраторного товариства
- 2005: член Королівського коледжу лікарів Ірландії
- 2011: член Королівського коледжу лікарів Единбурга[20]
- 201?: Член Королівського коледжу лікарів Лондона[23]

### Почесні звання
- 2005: Почесний член Академії медицини Гонконгу
- 2008: Почесний член Європейського респіраторного товариства[20]
- 2007: Доктор медицини (з відзнакою), Единбурзький університет[24]
- 2011: Почесний доктор наук Бірмінгемського університету
- 2013: Почесний доктор наук, Китайський університет Гонконгу[25]

#### Професійні товариства
- 1985—1990: член Консультативної групи ВООЗ з куріння та здоров'я
- 1982—1985: член виконавчого комітету Китайської медичної асоціації
- 1989—2000: член виконавчого комітету Американського коледжу торакальних лікарів
- 1989–дотепер: співробітник Американського коледжу торакальних лікарів[20]

## Особисте життя
Чжун Наньшань був хорошим спортсменом під час навчання в 1950-х роках. Пекінська міська команда з легкої атлетики намагалася залучити його як постійного учасника, але він вирішив стати лікарем і відхилив пропозицію. Завдяки своїм спортивним зв'язкам він познайомився з Лі Шаофен, баскетболісткою, яка 13 років була членом жіночої національної збірної Китаю з баскетболу, і виграла відкритий чемпіонат Франції з баскетболу «Турнір чотирьох націй» у 1964 році. Але тому, що Лі Шаофень був членом національної жіночої баскетбольної збірної на той час і не міг одружитися, Чжун Наньшань чекав на неї 8 років. Вони одружилися 31 грудня 1963 року. У них двоє дітей: син Чжун Вейде, який працює лікарем у відділенні урології першої народної лікарні Гуанчжоу та головна сила баскетбольної команди лікарні, і донька Чжун Веюе, плавчиня, яка колись виграла світову першість на короткій дистанції. Його батько, Чжун Шифань, є доктором медицини в Університеті штату Нью-Йорк і педіатричним медичним експертом. Його мати, Ляо Юецінь, закінчила Пекінський медичний коледж і є засновником онкологічної лікарні Гуандуна.